# 李相清
李相清（？—1807年6月16日），又名李尚青，綽號金古養、金牯養、蛤蜞養、虾蟆养，清朝中葉活躍於南中國海的海盜（華南海盜）。
李相清與海盜鄭一熟識，但是否曾效忠於西山朝不明。
1805年，與鄭一、烏石二、東海霸、郭婆帶、梁寶、鄭老童七位海盜首領達成協議，組成海盜聯盟。李相清的部下船隊使用綠色旗幟，被稱為綠旗幫。據朱程萬《己巳平寇》記載，海盜聯盟分為東、中、西三路，綠旗幫、黃旗幫、藍旗幫據西路，綠旗幫和黃旗幫經常互相聲援。
李相清於嘉慶十二年五月十一日（1807年6月16日）遭遇風暴溺死。死後，馮聯貴潰散，餘部附屬於黃旗幫，後隨黃旗幫幫主東海霸一起投降清廷。